# Thienemanniella safi
Thienemanniella safi är en tvåvingeart som beskrevs av Lehmann 1979. Thienemanniella safi ingår i släktet Thienemanniella och familjen fjädermyggor.
Artens utbredningsområde är Kongo. Inga underarter finns listade i Catalogue of Life.